# Gert Bjerendal
Gert Sture „Frallan“ Bjerendal  (* 12. Juni 1955 in Mölndal, Västra Götaland) ist ein schwedischer Bogenschütze.
Bjerendal trat bei zwei Olympischen Spielen an. 1984 in Los Angeles wurde er im Einzel 19. Bei den Spielen 1988 konnte er sich im Einzelwettbewerb als 35. nicht im Vorderfeld platzieren. Im Mannschaftswettbewerb gelang ihm mit der schwedischen Mannschaft ein 8. Rang.
Er startete für den Lindome Bågskytteklubb und ist der Bruder des Bogenschützen Göran Bjerendal und Onkel von Christine Bjerendal.
Bjerendal war bereits 1976 als Zweiter der Europameisterschaften im Feldbogenschießen erfolgreich; 1978, 1980 und 1984 konnte er gar den Titel gewinnen, bevor er 1986 seinem Bruder den Vortritt lassen musste und wieder Zweiter wurde. Mit der Mannschaft wurde er 1980 Europameister, 1984 Dritter und 1986 Zweiter.